# Conjectura
Conjectura là một chi ốc biển rất nhỏ, là động vật thân mềm chân bụng sống ở biển trong họ Conradiidae.

## Các loài
Các loài trong chi Conjectura gồm có:
- Conjectura agulhasensis (Thiele, 1925)
- Conjectura glabella (Murdoch, 1908)
- Conjectura solomonensis Rubio & Rolán, 2020

Đồng nghĩa
- Conjectura atypica Powell, 1937: synonym of Acremodontina atypica (Powell, 1937)
- Conjectura carinata Powell, 1940: synonym of Acremodontina carinata (Powell, 1940)
- † Conjectura congrua Laws, 1941: synonym of † Cirsonella congrua (Laws, 1941) (original combination)
- Conjectura poutama Smith, 1962: synonym of Acremodontina poutama (E. C. Smith, 1962)
- † Conjectura proava Marwick, 1931: synonym of † Cirsonella proava (Marwick, 1931)  (original combination)